# Заклятие. Зло внутри
«Заклятие. Зло внутри» (англ. It Lives Inside) — американский фильм ужасов о сверхъестественном 2023 года, снятый режиссёром Бишалом Дуттой. Премьера в мире состоялась 23 июня 2023 года.

## Сюжет
Девушка-старшеклассница Самидха являлась дочерью индийских эмигрантов, живущих в Америке. Чтобы быть похожей на американцев и вписаться в общество своих белых друзей, девушка стала пренебрегать индийскими традициями и обычаями и отвергать свою культуру и язык. Самидха перестаёт разговаривать со своей лучшей подругой-индианкой Тамирой, предпочитая новых белых друзей. В итоге подруги ссорятся. В результате обиды Тамира случайно, сама того не зная, пробуждает и привлекает к себе злобного духа, известного как Пишач. Впоследствии Тамира и Самидха подвергаются нападениям демонического духа, который питается негативной энергией. Смогут ли подруги победить злобного духа и не дать ему поглотить их души?

## В ролях
- Меган Сури — Самидха (Сэм)
- Ниру Баджва — Пурна, мать Самидхи
- Мохана Кришнан — Тамира
- Бетти Гэбриэл — Джойс
- Вик Сахай — Инеш, отец Самидхи
- Гейдж Марш — Расс
- Дженайа Росс — Пишач
- Биатрис Китсос — Китти
- Сангита Уайли — Радха

## Съёмочная группа
- Режиссёр: Бишал Дутта
- Продюсеры: Рэймонд Мэнсфилд, Шон Маккиттрик
- Сценаристы: Бишал Дутта, Ашиш Мехта
- Операторы: Мэттью Линн, Мэттью Линн
- Композитор: Уэсли Хьюз

## Награды и номинации
- South by Southwest — награда (2023)
- Международный фестиваль фантастических фильмов в Невшателе[англ.] — номинация (2023)
- Кинофестиваль в Сиджесе — номинация (2023)[1]

## Восприятие
На сайте-агрегаторе рецензий Rotten Tomatoes 63 % из 112 рецензий критиков положительные со средней оценкой 6,1/10.
Брайан Таллерико из RogerEbert.com был критичен, отметив: «Хотя я ценю усилия и стремление к репрезентации, включающей культуру, которую нечасто можно увидеть в американских фильмах ужасов, реализация даёт сбои по всем направлениям, что привело к одному из самых разочаровывающих фильмов, которые я видел на SXSW в этом году». Юлии Шагельман («Коммерсантъ») отметила: «Не забывая пугать зрителей внезапными звуками, игрой света и теней и парочкой изобретательных смертей, Дутта рассматривает разные варианты иммигрантского существования: полную ассимиляцию, упрямое сохранение собственной идентичности или нечто среднее».